# キム・ジュンヒョン
キム・ジュンヒョン（1978年2月27日 - ）は、日本及び韓国のミュージカル俳優。旧芸名:金田 俊秀。
韓国釜山広域市出身。ソウル芸術大学卒。身長184cm。
2005年から2010年まで、劇団四季に所属していた。

## 略歴
ソウル芸術大学卒業後の2005年、劇団四季のオーディションに合格。
2006年、『ライオン・キング』のムファサ役でデビュー。
『ジーザス・クライスト・スーパースター』のジーザス役や『アイーダ』のラダメス役を演じた。
2008年には、日本公演開始10年目になる『ライオン・キング』のポスターに抜擢されている。
2010年、劇団四季を退団し、韓国へ帰国。
2013年、再来日し、『レ・ミゼラブル』ジャン・バルジャン役を演じた。

## 出演作品

### 日本

#### 劇団四季所属時代
- ライオン・キング (ムファサ役、スカー役)  (2006年、2008年)
- エビータ (チェ役)  (2007年)
- 思い出を売る男 (G.I.の青年役)  (2008年)
- キャッツ (ラム・タム・タガー役)  (2008年)
- ジーザス・クライスト・スーパースター (ジーザス役)  (2008年)
- アイーダ (ラダメス役)  (2009年)
- エビータ (ペロン役)  (2010年)

#### 劇団四季退団後
- ミュージカル　 レ・ミゼラブル (ジャン・バルジャン役)  (2013年)
- コンサート　キム・ジュンヒョン The Greatest Vocalist　 (東京・2015年)
- コンサート　キム・ジュンヒョン The Greatest VocalistⅡ (東京・2015年)

### 韓国
- ジキル＆ハイド (ジキル/ハイド役)  (2010年)
- ゾロ・ザ・ミュージカル (ゾロ役)  (2011年)
- モーツァルト　オペラロック (サリエリ役)  (2012年)
- アイーダ (ラダメス役)  (2012年)
- ゴースト　(サム役)　(2013年)
- ＭＡ（オルレオン公役）（2014年）
- ドリームガールズ（カーティス役）（2014年）
- 明星皇后（ホングェフン役）（2015年）
- レ・ミゼラブル（ジャベール役）（2015年）
- マタ・ハリ（ラドゥ大佐役）（2016年）
- モーツァルト（コロレド役）（2016年）
- ジャック・ザ・リッパー (アンダーソン役)  (2010年＆2016年予定)
- 三銃士（アラミス役）（2022年）